# Selecta (revista)
Selecta era una revista chilena, dedicada a informar sobre las artes y cultura en general, tanto nacional como extranjera. Fue una de las primeras publicaciones chilenas que presentaba en sus páginas reproducciones de famosas pinturas (algunas de ellas coloreadas) y fotografías de lugares mencionados en sus reportajes.

## Historia
La primera edición de Selecta fue publicada por la editorial Zig-Zag en abril de 1909, y en su portada aparecía una reproducción de la pintura El compromiso, de Otto Erdmann. La revista se autodenonimaba como "revista mensual, literaria y artística" y costaba 1 peso. Sus principales temas eran la pintura, la música, el teatro y la literatura. Una de las secciones destacadas de Selecta era "Hechos y notas", una columna escrita por el propio director, Luis Orrego Luco, en donde reflexionaba sobre la identidad nacional.
Durante 1910 la revista informó ampliamente sobre las celebraciones del Centenario de Chile, entregando crónicas sobre el avance de las festividades en el área cultural, y ofreciendo ensayos y escritos sobre la independencia nacional.
La última edición de Selecta circuló en diciembre de 1912, debido a la falta de suscripciones, lo que generó severos problemas financieros. Aparte de ello, los colaboradores que trabajaban en los artículos dejaron de hacerlo. La revista duró poco más de 3 meses en circulación.